# Galiomyza
Galiomyza is een geslacht van insecten uit de familie van de mineervliegen (Agromyzidae), die tot de orde tweevleugeligen (Diptera) behoort.

## Soorten
- G. beckeri (Strobl, 1909)
- G. galiivora (Spencer, 1969)
- G. morio (Brischke, 1880)
- G. turneri Spencer, 1981
- G. violiphaga (Hendel, 1932)
- G. violivora Spencer, 1986
- G. vockerothi Spencer, 1986